# Glengarry Glen Ross

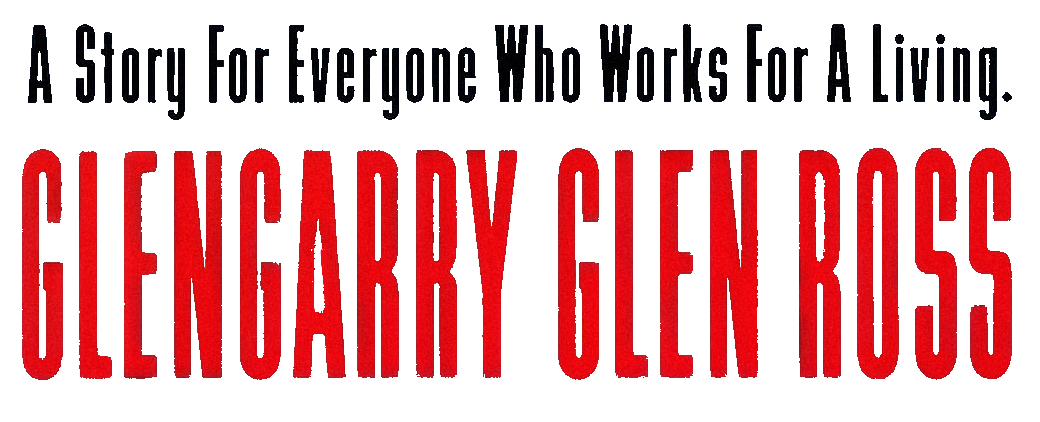
Titre du film Glengarry Glen Ross

Glengarry Glen Ross est une pièce de théâtre écrite par David Mamet, créée à Londres en 1983.  Avec Oleanna, il s'agit de la pièce la plus connue de l'auteur.  Elle a fait l'objet d'une adaptation au cinéma en 1992.

## La pièce
La pièce raconte deux jours de la vie de quatre agents immobiliers de Chicago, désespérés et prêts à tout, de l'immoral à l'illégal, de la flatterie à la corruption, aux menaces, à l'intimidation, aux cambriolages, etc.), pour vendre, à des acheteurs potentiels, des biens immobiliers dont personne ne veut. La pièce s'inspire en partie des expériences de David Mamet dans les agences immobilières de Chicago où il travailla brièvement à la fin des années 1960.
Le titre de la pièce provient du nom des deux agences immobilières où travaillent les personnages : Glengarry Highland et Glen Ross Farms. 

## Productions
La première mondiale a lieu au National Theatre de Londres, le 21 septembre 1983.
Aux États-Unis, la première de Glengarry Glen Ross  a lieu  au Goodman Theatre de Chicago en février 1984.  Au mois de mars 1984, la production déménage à Broadway et y tient l'affiche jusqu'en février 1985 (398 représentations). Succès critique et commercial, la pièce décroche le prix Pulitzer de 1984.
En France, Glengaryy Glenn Ross est présenté en 1985 au Théâtre de la Criée dans une mise-en-scène de Marcel Maréchal qui dirigera une autre production de la pièce au Théâtre Edouard VII en 1988.
À Montréal, la pièce est présentée pour la première fois en 1989 dans une mise-en-scène de Fernand Rainville.

## Distribution à la création, 1983
- Derek Newark (en) : Shelley Levene
- Karl Johnson (en) : John Williamson
- Trevor Ray (en) : Dave Moss
- Jack Shepherd (en) : Richard Roma
- Tony Haygarth (en) : James Lingk
- John Tams (en) : Baylen
- James Grant : George Aaronow

## Adaptation
Le film Glengarry de James Foley est une adaptation de la pièce.